# Joe Jacobi
Joe Jacobi, född den 26 september 1969 i Washington, D.C., USA, är en amerikansk kanotist.
Han tog OS-guld i C-2 i slalom i samband med de olympiska kanottävlingarna 1992 i Barcelona.